# Rumer Godden
Margaret Rumer Godden (Sussex, Inglaterra, 10 de diciembre de 1907 - Dumfriesshire, Escocia, 8 de noviembre de 1998) fue una escritora inglesa.

## Biografía
Godden nació en Sussex (Inglaterra) y fue criada junto a sus tres hermanas en Narayanganj, ciudad que entonces era parte del Raj británico. Cuando tenía 20 años, regresó al Reino Unido junto a sus hermanas para prepararse como maestra de baile. En 1930, se mudó a Calcuta, en donde empezó una escuela de danza para niños ingleses e hindúes. Godden administró la escuela durante 20 años con la ayuda de su hermana Nancy. Durante este periodo publicó su primer superventas, Black Narcissus (1939).
Luego de un matrimonio fallido de 8 años, Godden se mudó con sus dos hijas a Cachemira, viviendo inicialmente en una casa flotante y posteriormente en una casa rentada, en la que inició una granja de hierbas. Godden regresó a Calcuta en 1944. Su novela Kingfishers Catch Fire está basada en su vida en Cachemira. En 1949, se casó por segunda ocasión y regresó al Reino Unido para concentrarse en su carrera literaria.
A principios de los años 1950, Godden empezó a interesarse en el Catolicismo, pero no se convirtió oficialmente hasta 1968. Varias de sus últimas novelas presentaban positivamente a los sacerdotes y monjas católicos. En 1968, Godden alquiló la Lamb House, en donde vivió hasta la muerte de su esposo en 1973. En 1978, se mudó a Moniaive (Dumfriesshire). En 1993, fue nombrada Oficial de la Orden del Imperio Británico. Godden visitó India en 1994, regresando a Cachemira para filmar un documental de la BBC sobre su vida. Godden murió el 8 de noviembre de 1998 a los 90 años.
Algunas de sus obras fueron llevadas al cine: Enchantment (1948) basada en Take Three Tenses, The River (1951), dirigida por Jean Renoir, y The Battle of the Villa Fiorita.

## Obras

### Ficción
- Cromartie vs. the God Shiva (1997)
- Pippa Passes (1994)
- Coromandel Sea Change (1991)
- Mercy, Pity, Peace, and Love: Stories (1990)
- Indian Dust (1989)
- Thursday's Children (1984)
- The Dark Horse (1981)
- Five For Sorrow, Ten For Joy (1979)
- The Peacock Spring (1975)
- In This House of Brede (1969)
- Swans and Turtles (1968)
- Gone: A Thread of Stories (1968)
- The Battle of the Villa Fiorita (1963)
- China Court: The Hours of a Country House (1961)
- Greengage Summer (1958)
- Mooltiki, and other stories and poems of India (1957)
- An Episode of Sparrows (1956)
- Kingfishers Catch Fire (1953)
- A Breath of Air (1950)
- A Candle for St. Jude (1947)
- The River (1946)
- Take Three Tenses: A Fugue in Time (1945)
- Breakfast with the Nikolides (1942)
- Gypsy, Gypsy (1940)
- Black Narcissus (1939)
- The Lady and the Unicorn (1937)
- Chinese Puzzle (1936)

### No ficción
- A House with Four Rooms (1989)
- A Time to Dance, No Time to Weep (1987)
- Gulbadan: Portrait of a Rose Princess At the Mughal Court (1980)
- The Butterfly Lions (1977)
- Shiva's Pigeons (1972)
- The Tale of the Tales: Beatrix Potter Ballet (1971)
- Mrs. Manders' Cook Book (1968)
- Two Under the Indian Sun (1966)
- Hans Christian Andersen (1955)
- Rungli-Rungliot (1943)

### Libros para niños
- Premlata and the Festival of Lights (1996)
- The Little Chair (1996)
- Listen to the Nightingale (1992)
- Great Grandfather's House (1992)
- Fu-Dog (1990)
- Mouse Time: Two Stories (1984)
- The Valiant Chatti-Maker (1983)
- Four Dolls (1983)
- The Dragon of Og (1981)
- A Kindle of Kittens (1978)
- The Rocking Horse Secret (1977)
- Mr. McFadden's Hallowe'en (1975)
- The Old Woman Who Lived in a Vinegar Bottle (1972)
- The Diddakoi (1972)
- Operation Sippacik (1969)
- The Kitchen Madonna (1967)
- Home is the Sailor (1964)
- Little Plum (1963)
- Miss Happiness and Miss Flower (1961)
- Saint Jerome and the Lion (1961)
- Candy Floss (1960)
- The Story of Holly and Ivy (1958)
- The Fairy Doll (1956)
- Impunity Jane: The Story of a Pocket Doll (1954)
- Mouse House (1952)
- The Mousewife (1951)
- The Doll's House (1947)

### Poesía
- A Pocket Book of Spiritual Poems (1996)
- Cockcrow to Starlight: A Day Full of Poetry (1996)
- A Letter to the World (1968)
- In Noah's Ark (1949)